# Antiesenhofen
Antiesenhofen osztrák község Felső-Ausztria Riedi járásában. 2021 januárjában 1055 lakosa volt.

## Elhelyezkedése

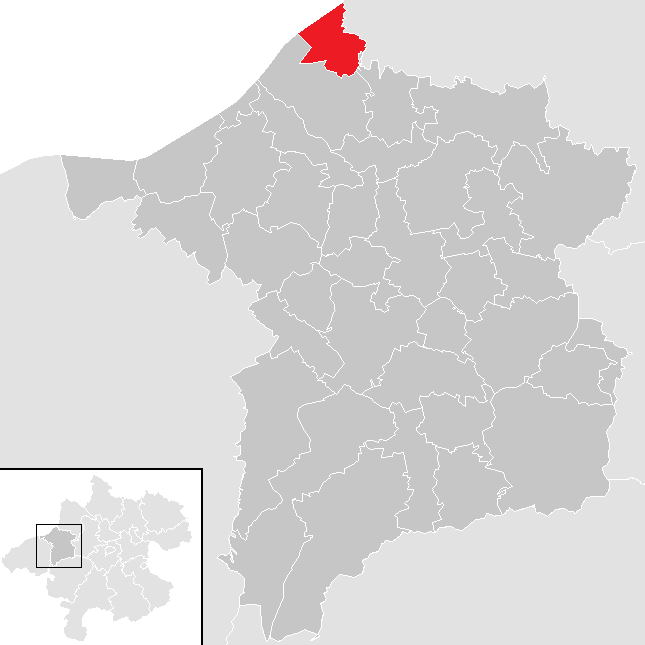
Antiesenhofen a Ried im Innkreis-i járásban

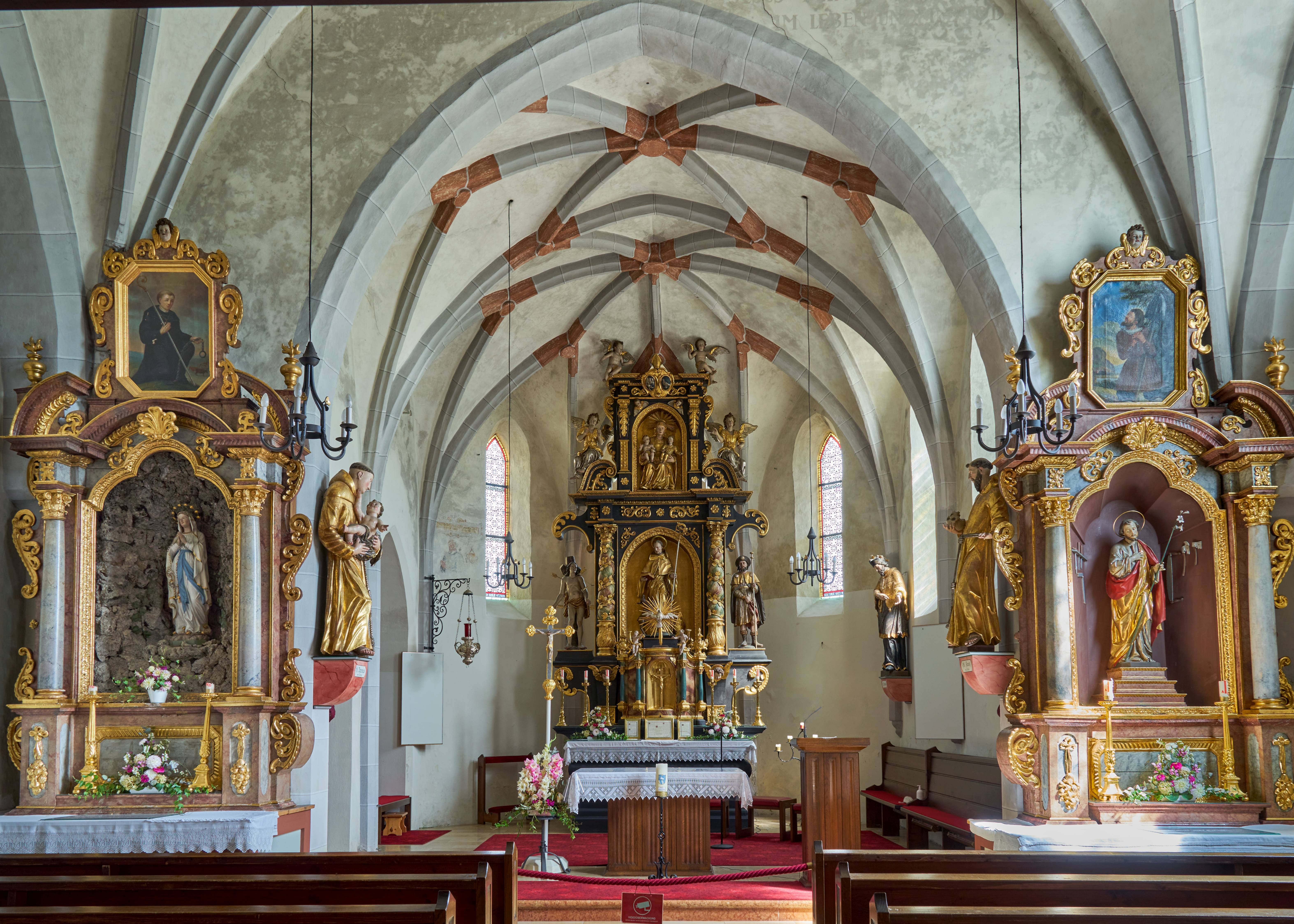
A templom belső tere

Antiesenhofen a tartomány Innviertel régiójában fekszik, az Inn és jobb oldali mellékfolyója, az Antiesen találkozásánál, a német határ mentén. Legmagasabb pontja 440 méterrel van a tengerszint fölött. Területének 11,5%-a erdő, 65,1% áll mezőgazdasági művelés alatt. Az önkormányzat 4 települést és településrészt egyesít: Antiesenhofen (966 lakos 2021-ben), Mitterding (39), Ungerding (10) és Viehausen (40).
A környező önkormányzatok: északkeletre Sankt Marienkirchen bei Schärding, keletre Eggerding, délkeletre Ort im Innkreis, délnyugatra Reichersberg, északnyugatra Bad Füssing, északra Pocking (utóbbi kettő Németországban).

## Története
Antiesenhofent 828-ban, templomát 1094-ben említik először. A falu (és az egész Innviertel) 1779-ig Bajorországhoz tartozott, bár a spanyol örökösödési háború alatt, 1711-1714 között az osztrákok megszállták és Trautson herceg riedi uradalmához csatolták. A bajor örökösödési háborút lezáró tescheni béke Ausztriának ítélte az Innviertelt. A napóleoni háborúk alatt Antiesenhofen rövid időre visszatért a francia bábállam Bajországhoz, de 1816 után végleg Ausztriáé lett. Az 1938-as Anschluss után a települést a Harmadik Birodalom Oberdonaui gaujába sorolták be. A második világháborút követően visszatért Felső-Ausztriához.

## Lakosság
Az antiesenhofeni önkormányzat területén 2021 januárjában 1055 fő élt. A lakosságszám 1869 óta többé-kevésbé gyarapodó tendenciát mutat. 2019-ben az ittlakók 84%-a volt osztrák állampolgár; a külföldiek közül 3,7% a régi (2004 előtti), 7,6% az új EU-tagállamokból érkezett. 3,6% az egykori Jugoszlávia (Szlovénia és Horvátország nélkül) vagy Törökország, 1,2% egyéb országok polgára volt. 2001-ben a lakosok 85,7%-a római katolikusnak, 1,6% evangélikusnak, 2,6% ortodoxnak, 4,5% mohamedánnak, 3,8% pedig felekezeten kívülinek vallotta magát. Ugyanekkor 8 magyar élt a községben; a legnagyobb nemzetiségi csoportokat a németek (89,8%) mellett a törökök (2,9%) és a szerbek (2,7%) alkották.
A népesség változása:

| 2016 | 1 072 |
| 2018 | 1 091 |

## Látnivalók
- a Szt. Egyed-plébániatemplom

## Fordítás
- Ez a szócikk részben vagy egészben  az   Antiesenhofen című német Wikipédia-szócikk ezen változatának fordításán alapul.  Az eredeti cikk szerkesztőit annak laptörténete sorolja fel. Ez a jelzés csupán a megfogalmazás eredetét és a szerzői jogokat jelzi, nem szolgál a cikkben szereplő információk forrásmegjelöléseként.